# Pseudokellya gradata
Pseudokellya gradata is een tweekleppigensoort uit de familie van de Kelliidae. De wetenschappelijke naam van de soort is voor het eerst geldig gepubliceerd in 1912 door Thiele.